# Face to Face (album des Kinks)
Pour les articles homonymes, voir Face to Face.
 (février 2016).
Si vous disposez d'ouvrages ou d'articles de référence ou si vous connaissez des sites web de qualité traitant du thème abordé ici, merci de compléter l'article en donnant les références utiles à sa vérifiabilité et en les liant à la section « Notes et références ».
Albums de The Kinks
The Kink Kontroversy
(1965) Something Else by the Kinks
(1967)
Singles
1. Sunny Afternoon / I'm Not Like Everybody Else
Sortie : 3 juin 1966
2. Dandy / Party Line
Sortie : 18 novembre 1966

Face to Face est un album de pop rock du groupe britannique The Kinks datant de 1966.

## Contexte
Après l'album The Kink Kontroversy (qui reflète encore les influences blues) et une période d'intense tournée, les Kinks enregistrent leur quatrième album.
Les tournées ont semé quelque discorde au sein du groupe, notamment entre Mick Avory et Dave Davies qui vont jusqu'à se battre sur scène. Leurs écarts sur scène et leur comportement leur ont même valu une interdiction de séjour aux États-Unis. C'est donc repliés sur eux-mêmes, en proie à de gros doutes qu'ils commencent leurs sessions d'enregistrement.
Ray Davies, bien avant Brian Wilson des Beach Boys, est lassé des tournées et voudrait composer seulement les titres pendant que les trois autres membres en feraient la promotion. En proie à une énorme tension, à l'alcoolisme, à une dépression nerveuse, mais également à une boulimie de création, Raymond compose la totalité des titres de l'album, à l'exception de Party Line autour duquel subsiste une légère polémique, et dont l'écriture est généralement attribuée aux deux frères.

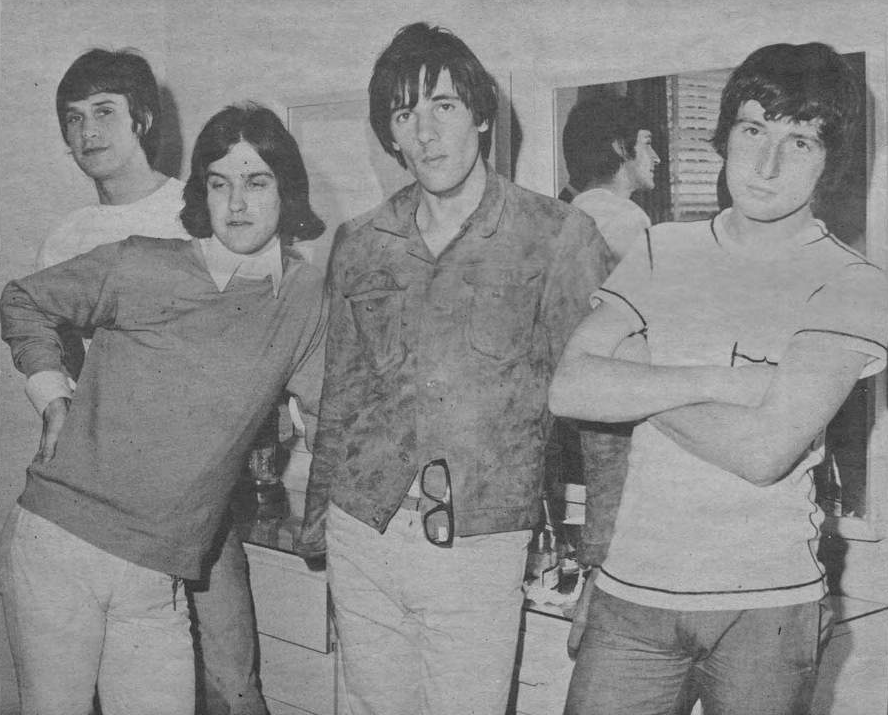
The Kinks en 1966.

En ce moment de plein succès, plusieurs chansons traitent des rapports de l'homme à l'aisance financière : A House in the Country, Holiday in Waikiki, Most Exclusive Residence for Sale, Sunny Afternoon. Les chansons pleines de tendresse pour les classes moyennes britanniques, typiques d'une autre période des Kinks, viendront dans les albums ultérieurs.

## L'album
Ray Davies voudrait réunir au sein d'un album une description de son époque, chanter ce qui l'entoure. En conséquence, il va devenir véritable écrivain mêlant avec humour la critique sociale de Sunny Afternoon et la nostalgie de I'll Remember. L'album en est presque un album-concept avant l'heure, mais la maison de disques Pye le freine dans nombre de ses projets[réf. nécessaire].
Dans la plupart des chansons, on ressent l'influence de Bob Dylan et plus généralement du folk song, dans Too Much on My Mind ou Dandy où l'acoustique est omniprésente. Même si l'album démarre en fanfare avec le très rock Party Line, l'ensemble est très calme et pondéré. Les chansons se font volontiers le reflet d'une époque : il faut citer la description des jeunes de Carnaby Street privilégiant l'apparence dans Dandy, les changements de situation financière sur Most Exclusive Residence for Sale et la déshumanisation que peut apporter la richesse A House in the Country. La chanson Session Man est inspiré par Nicky Hopkins, pianiste qui a joué sur plusieurs morceaux du groupe.
Les chansons de cet album tranchent avec l'agressivité générale des trois premiers. La rupture musicale est également mentale : Ray y traite du départ de sa sœur pour l'Australie dans Rosie Won't You Please Come Home ou de son désir de fuir dans Fancy (une des premières chansons utilisant les sonorités indiennes).
Plusieurs bruitages (vagues, sonnerie de téléphone, orage et pluie...) ajoutent à l'unité de l'ensemble, et marquent une concession des Kinks à la vague psychédélique. Cette concession ne durera d'ailleurs guère, mais le principe des ajouts sonores sera repris dans la chanson Mr Churchill Says de l'album Arthur.
Mick Avory effectue un important solo de batterie au milieu de Little Miss Queen of Darkness.

## Commercialisation et réception
Avec Sunny Afternoon qui atteint en Angleterre et un peu partout en Europe la tête des hit parade de l'été 1966, on penserait que l'album continuité de ce titre va monter au sommet, mais il n'en est rien. Pye a sorti peu de temps avant la commercialisation du disque une compilation aux États-Unis et au Royaume-Uni pour (prétendument) relancer la carrière du quatuor londonien. Si ce best of est no 9, l'album ne peut se hisser qu'à la douzième place (ce qui est déjà honorable compte tenu de la présence dudit "Best of")[réf. nécessaire].
D'autre part, Ray Davies, qui avait nombre de titres dans sa besace, voit la maison de disques en retirer plusieurs de l'œuvre dont Mr. Reporter. Un EP de quatre titres ne sera distribué par la maison de disques que dans certains pays. Enfin, Pye refuse à Ray Davies sa pochette (noire uniforme, avant l'album blanc des Beatles) en le remplaçant par un autre tableau de Ray, beaucoup plus coloré. Alors que Ray Davies voulait concevoir cet album comme à la fois critique de son époque et introspection personnelle de sa temporaire dépression[réf. nécessaire], la maison de disques continue à promouvoir un groupe « tendance » et heureux... en dépit du contenu.
En France l'album a d'abord été publié sous le nom de Sunny Afternoon en 1967, le collage de l'album britannique étant remplacé par une photo du groupe en concert.
La chanteuse française Michèle Torr a fait une reprise de Dandy.
L'album est cité dans l'ouvrage de référence de Robert Dimery Les 1001 albums qu'il faut avoir écoutés dans sa vie.

## Titres
Toutes les chansons sont écrites et composées par Ray Davies.
| 1. | Party Line                       | 2:35 |
| 2. | Rosie Won't You Please Come Home | 2:34 |
| 3. | Dandy                            | 2:12 |
| 4. | Too Much on My Mind              | 2:28 |
| 5. | Session Man                      | 2:14 |
| 6. | Rainy Day in June                | 3:10 |
| 7. | A House in the Country           | 3:03 |

| 8.  | Holiday in Waikiki                | 2:52 |
| 9.  | Most Exclusive Residence for Sale | 2:48 |
| 10. | Fancy                             | 2:30 |
| 11. | Little Miss Queen of Darkness     | 3:16 |
| 12. | You're Lookin' Fine               | 2:46 |
| 13. | Sunny Afternoon                   | 3:36 |
| 14. | I'll Remember                     | 2:27 |

| 15. | I'm Not Like Everybody Else          | 3:29 |
| 16. | Dead End Street                      | 3:23 |
| 17. | Big Black Smoke                      | 2:36 |
| 18. | Mister Pleasant (en)                 | 3:01 |
| 19. | This Is Where I Belong               | 2:26 |
| 20. | Mr. Reporter (Previously Unreleased) | 3:58 |
| 21. | Little Woman (Previously Unreleased) | 2:11 |